# Ulf Ranhagen
Ulf Fredrik Ranhagen, född 20 juni 1947 i Undersåker, är en svensk arkitekt och samhällsplanerare. 
Ranhagen avlade arkitektexamen 1969 och teknisk doktorsexamen 1974 vid Kungliga Tekniska högskolan i Stockholm. Han är verksam i svenska och internationella planeringsuppdrag vid Sweco Architects och har uppmärksammats för planeringen av de nya städerna Luodian New Town i Shanghai  och Tangshan Bay Eco City i Kina. 
Ranhagen har varit adjungerad professor vid Luleå tekniska universitet och KTH samt utsågs 2013 till honorary professor vid Tongji universitetet i Shanghai. Han är en av upphovsmännen bakom SymbioCity, ett svenskt koncept för hållbar stadsutveckling. Han var 2008-2012 ledamot i regeringens delegation för hållbara städer, är ledamot av regeringens samverkansprogram för smarta städer och programrådet för forskningsprogrammet E2B2 som leds av IQ Samhällsbyggnad, är ordförande för delprojektet attraktiva livsmiljöer och flöden inom Kungliga Ingenjörsvetenskapsakademins projekt framtidens goda stad, är ordförande för forskningsstiftelsen Arkus samt medverkar i processledningen för Mistra Urban Futures kunskapsprocess urbana stationssamhällen.